# 32 هـ
32 هـ هي سنة في التقويم الهجري امتدت مقابلةً في التقويم الميلادي بين سنتي 652 و653.

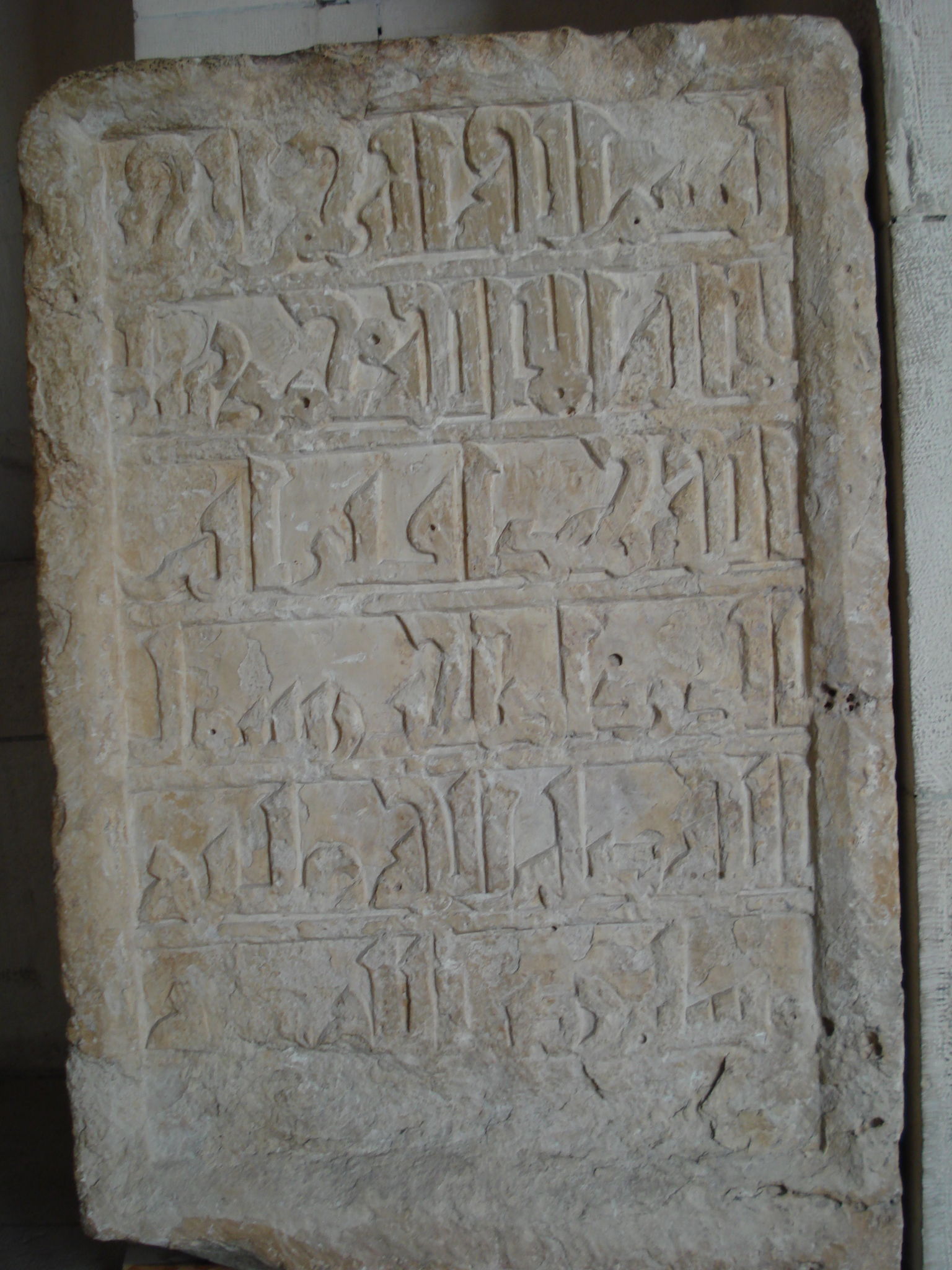
شاهدة قبر الصحابي أبي الدرداء وجدت في مقبرة باب الصغير في دمشق

## وفيات
- فاطمة بنت عتبة بن ربيعة
- البراء بن أوس
- عبد الرحمن بن ربيعة الباهلي
- عبد الرحمن بن عوف
- عبد الله بن مسعود
- أبو ذر الغفاري
- ابن مسعود
- أبو الدرداء الأنصاري.
- أبو سفيان بن حرب
- العباس بن عبد المطلب
- الحكم بن أبي العاص